# Gradsbetegnelser i den amerikanske hær

## Menige og Underofficerer
- Private (PVT) – Konstabelelev
- Private (PV2) – Konstabel
- Private First Class (PFC) – Overkonstabel af 2. grad
- Specialist (SPC) – Overkonstabel af 1. grad
- Corporal (CPL) – Korporal
- Sergeant (SGT) – Sergent
- Staff Sergeant (SSG) –
- Sergeant First Class (SFC) – Oversergent
- Master Sergeant (MSG)[1] - Seniorsergent
- First Sergeant (1SG) - Seniorsergent - Kommandobefalingsmand
- Sergeant Major (SGM) – Chefsergent
- Command Sergeant Major (CSM) - Chefsergent - Myndighedsbefalingsmand
- Sergeant Major of the Army (SMA) – Hærchefsergent.

## Specialofficerer
- Warrant Officer 1 (WO1)[2]
- Chief Warrant Officer 2 (CW2)
- Chief Warrant Officer 3 (CW3)
- Chief Warrant Officer 4 (CW4)
- Chief Warrant Officer 5 (CW5)

## Officerer
- Second Lieutenant (2LT) – Løjtnant
- First Lieutenant (1LT) – Premierløjtnant
- Captain (CPT) – Kaptajn
- Major (MAJ) – Major
- Lieutenant Colonel (LTC) – Oberstløjtnant
- Colonel (Col) – Oberst

## Generaler
- Brigadier General (BG) – Brigadegeneral
- Major General (MG) – Generalmajor
- Lieutenant General (LTG) – Generalløjtnant
- General (Gen) – General
- Chief of Staff of the US Army – Øverste general i den amerikanske hær.

## Særlig rang
- General of the Army (GOA) – Sidste general (fem stjerner) der var indehaver af denne titel var Omar Bradley i 1950.
- the Chairman of the Joint Chiefs of Staff, USA – Forsvarschefen – Øverstkommanderende general/ admiral i USA, går på skift mellem de forskellige værn.
- Commander-in-Chief – USA's præsident.

## Denamerikanske borgerkrig1861-65
US Army (Nordstaterne) voksede fra 14.663 før krigen til 657.747 ved våbenhvilen.
- Private/Trooper/Buglar – Konstabel
- Corporal – Korporal
- Sergeant – Sergent (gruppefører)
- First Sergeant – Oversergent (1 pr. kompagni/batteri/eskadron)
- Quartermaster Sergeant/Hospital Steward/Ordnance Sergeant – Seniorsergent
- Sergeant Major – Chefsergent (1 pr. regiment)

- Second Lieutenant – Løjtnant
- First Lieutenant – Premierløjtnant
- Captain – Kaptajn (Kompagni-, batteri- eller eskadronchef)
- Major – Major
- Lieutenant Colonel – Oberstløjtnant
- Colonel – Oberst (Regimentschef)

- Brigadier General – Brigadegeneral
- Major General – Generalmajor (Divisionschef)
- Lieutenant General – Generalløjtnant (Korpschef)
- General – General (Arméchef)